# آبا-اسک
آبا-اِسک (انگلیسی: Abba-esque) یک آلبوم چندآهنگه از گروه موسیقی سینث-پاپ بریتانیایی ایریژر است که در سال ۱۹۹۲ منتشر شد. این آلبوم نخستین و تنها آلبومی از بود که صدر جدول تک‌آهنگ‌های بریتانیا دست یافت و در همچنین شمارهٔ ۱ اتریش، دانمارک، فنلاند، یونان، ایرلند و سوئد بود. خوااندگان این گروه وینس کلارک و اندی بل از طرفداران سرسخت ابرگروه سوئدی موسیقی پاپ آبا بودند و پیش‌تر چندین ترانه آبا را در کنسراهای خود بازخوانی کرده بودند. آنها تصمیم داشتند یک آلبوم بازخوانی از ترانه‌های آبا منتشر کنند، اما بعدتر تصمیم گرفتند تنها ۴ ترانه را در قالب این آلبوم چندآهنگه اجرا و منتشر کنند.

## فهرست ترانه‌ها
تمامی ترانه‌ها را بنی آندشون و بیورن اولویوس نوشته‌اند؛ تنها «اس‌اواس» با مشارکت استیگ آندشون نوشته شد.
آبا-اِسک
1. «تمام عشقت را تقدیم من کن» – ۴:۴۵
2. «اس‌اواس» – ۳:۴۹
3. «شانست را با من امتحان کن» – ۳:۴۳
4. «آیا می‌خواهی» – ۵:۳۵

| ترانه اضافی ارائه‌شده در آی‌تیونز استور | ترانه اضافی ارائه‌شده در آی‌تیونز استور | ترانه اضافی ارائه‌شده در آی‌تیونز استور |
| شماره                                 | نام                                   | مدت                                   |
| ------------------------------------- | ------------------------------------- | ------------------------------------- |
| ۵.                                    | «بده! بده! بده!»                      | ۳:۵۵                                  |

## جداول موسیقی
| جدول (۱۹۹۲)                                                           | بالاترین رتبه |
| --------------------------------------------------------------------- | ------------- |
| استرالیا (ای‌آرآی‌ای)                                                   | ۱۳            |
| اتریش (او۳ تاپ ۴۰ اتریش)                                              | ۱             |
| بلژیک (اولتراتاپ ۵۰ فلاندرز)                                          | ۴             |
| آلبوم‌ها/سی‌دی‌های برتر کانادا (آرپی‌ام)                                  | ۳۸            |
| تک‌آهنگ‌های برتر کانادا (آرپی‌ام)                                        | ۵۲            |
| دانمارک (آی‌اف‌پی‌آی دانمارک)                                            | ۱             |
| اکوادور (یونایتد پرس اینترنشنال) «شانست را با من امتحان کن»           | ۱۰            |
| اروپا (یوروچارت هات ۱۰۰)                                              | ۲             |
| اروپا (رادیو رقص اروپا) «شانست را با من امتحان کن»                    | ۱۱            |
| فنلاند (جدول‌های رسمی فنلاند)                                          | ۱             |
| آلمان (جدول‌های رسمی آلمان)                                            | ۲             |
| یونان (آی‌اف‌پی‌آی یونان)                                                | ۱             |
| آلبوم‌های مجارستانی (ماهاز)                                            | 39            |
| ایسلند (ایلنسکی لیستن) «شانست را با من امتحان کن»                     | ۱۴            |
| ایرلند (ایرما)                                                        | ۱             |
| هلند (۴۰ آهنگ برتر)                                                   | ۷             |
| هلند (۱۰۰ تک‌آهنگ برتر)                                                | ۴             |
| نیوزیلند (ریکوردد میوزیک ان‌زد)                                        | ۴۲            |
| پرتغال (انجمن صنفی گرامافون پرتغال)                                   | ۸             |
| اسپانیا- ایرپلی (تهیه‌کنندگان موسیقی اسپانیا)                          | ۴۰            |
| سوئد (فهرست برترین‌های سوئد)                                           | ۱             |
| سوئیس (شوایزر هیت‌پاراد)                                               | ۳             |
| تک‌آهنگ‌های بریتانیا (اوسی‌سی)                                           | ۱             |
| بیلبورد ۲۰۰ ایالات متحده                                              | ۸۵            |
| ترانه‌های رادیویی ایالات متحده (بیلبورد) «شانست را با من امتحان کن»    | ۵۱            |
| ترانه‌های باشگاه رقص ایالات متحده (بیلبورد) «شانست را با من امتحان کن» | ۱۰            |

| جدول (۱۹۹۲)                    | رتبه |
| ------------------------------ | ---- |
| استرالیا (آریا)                | ۸۸   |
| اتریش (او۳ تاپ ۴۰ اتریش)       | ۳    |
| بلژیک (اولتراتاپ)              | ۲۸   |
| اروپا (یوروچارت هات ۱۰۰)       | ۵    |
| آلمان (رتبه‌بندی سرگرمی جی‌اف‌کی) | ۵    |
| هلند (۴۰ آهنگ برتر هلند)       | ۵۹   |
| هلند (۱۰۰ تک‌آهنگ برتر هلند)    | ۶۰   |
| سوئیس (جدول موسیقی سوئیس)      | ۵    |
| تک‌آهنگ‌های بریتانیا (اوسی‌سی)    | ۷    |

| جدول (۱۹۹۰–۱۹۹۹)         | رتبه |
| ------------------------ | ---- |
| اتریش (او۳ تاپ ۴۰ اتریش) | ۴۱   |

## گواهینامه‌ها
| منطقه                                                              | گواهی | واحد گواهی‌شده/فروش |
| ------------------------------------------------------------------ | ----- | ------------------ |
| اتریش (فونوگرافی اتریش)                                            | طلا   | ۲۵٬۰۰۰*            |
| آلمان (بی‌وی‌ام‌آی)                                                   | طلا   | ۲۵۰٬۰۰۰^           |
| بریتانیا (بی‌پی‌آی)                                                  | طلا   | ۴۰۰٬۰۰۰^           |
| * رقم فروش تنها بر پایهٔ گواهی‌ها. ^ رقم توزیع تنها بر پایهٔ گواهی‌ها. |       |                    |